# Nereimyra aurantiaca
Nereimyra aurantiaca är en ringmaskart som först beskrevs av Michael Sars 1862.  Nereimyra aurantiaca ingår i släktet Nereimyra och familjen Hesionidae. Inga underarter finns listade i Catalogue of Life.